# Nine Dragons Paper
Nine Dragons Paper Holdings Limited — крупный китайский производитель бумаги, гофрокартона и целлюлозы. Входит в число крупнейших публичных компаний страны. Операционная штаб-квартира расположена в городе Дунгуань (провинция Гуандун), международная — в Гонконге (округ Куньтхон), официально компания зарегистрирована в Гамильтоне (Бермудские Острова). Nine Dragons Paper контролирует семья основательницы Чжан Инь. 

## История
Компания Nine Dragons Paper («Бумага девяти драконов») основана в 1995 году в городе Дунгуань (Гуандун) предпринимательницей Чжан Инь; в 1998 году она запустила свою первую фабрику упаковочного картона в Дунгуане, в 2004 году учредила Nine Dragons Xing An Pulp & Paper (Внутренняя Монголия) — совместное предприятие с China Inner Mongolia Forestry Industry по производству целлюлозы (продала свою долю в 2014 году), в 2005 году запустила собственную тепловую электростанцию в Дунгуане. В 2006 году Nine Dragons Paper вышла на Гонконгскую фондовую биржу. 
В 2008 году Nine Dragons Paper ввела в эксплуатацию фабрику в Чунцине, поглотила компании по производству бумаги Sichuan Qian Wei и Sichuan Rui Song (Лэшань) и завершила приобретение контрольного пакета акций вьетнамской компании Cheng Yang Paper, в 2009 году запустила фабрику в Тяньцзине, в 2011 году купила контрольный пакет акций Hebei Yongxin Paper, в 2013 году ввела в эксплуатацию фабрику в Цюаньчжоу, в 2014 году запустила фабрику в Шэньяне. 
В 2018 году Nine Dragons Paper приобрела четыре целлюлозно-бумажных комбината в США, в 2019 году — целлюлозно-бумажный комбинат в Малайзии и пять фабрик по производству упаковочных картонных коробок в Тайцане, Дунгуане, Тяньцзине и Цюаньчжоу, в 2020 году начала строительство бумажной фабрики в Цзинчжоу. В 2022 году Nine Dragons Paper занимала 1565-е место в рейтинге Forbes Global 2000, однако в 2023 году выбыла из списка.

## Деятельность
По состоянию на 2022 год годовая мощность производства целлюлозы и бумаги предприятий Nine Dragons Paper составляла более 18 млн тонн, а годовая мощность производства гофрированных листов и коробок — 1 млрд м². Целлюлозно-бумажные фабрики Nine Dragons Paper расположены в городах Дунгуань, Цюаньчжоу, Бэйхай, Тайцан, Чунцин, Лэшань, Тяньцзинь, Таншань, Шэньян и Цзинчжоу (КНР), а также в городах Рамфорд, Олд-Таун, Фэрмонт и Байрон (США), Бентонг (Малайзия) и Бенкат (Вьетнам); фабрики по производству коробок из гофрокартона расположены в городах Тайцан, Дунгуань, Тяньцзинь, Чэнду, Шэньян, Цюаньчжоу и Чунцин (КНР), а также в штате Висконсин (США).
Nine Dragons Paper имеет дочерние структуры, которые занимаются производством тепловой электроэнергии, сбором и переработкой макулатуры, складскими и логистическими операциями, грузовыми автомобильными перевозками и продажей готовой продукции. Основные логистические центры расположены в портах Тайцана, Чунцина, Гуанчжоу и Дунгуаня.
По итогам 2023 года основные продажи Nine Dragons Paper пришлись на упаковочную бумагу (89,9 %), бумагу для печати и письма (8,3 %), специальную бумагу (1,2 %) и целлюлозу (0,6 %). Крупнейшим рынком сбыта был Китай (89 %).

## Акционеры
Контрольный пакет акций Nine Dragons Paper принадлежит бермудской Best Result Holdings (63,77 %), а также миллиардерам Чжан Инь (2,59 %), её мужу Лю Минчуну (0,3 %) и её младшему брату Чжан Чэнфэю (0,73 %); другими крупными акционерами компании являются The Vanguard Group (1,32 %) и Dimensional Fund Advisors (0,72 %).